# A Gentleman
A Gentleman (sous-titré Sundar, Susheel, Risky) est un film d'action indien écrit et réalisé par Raj & D. K., sorti en 2017.

## Synopsis
Gaurav, un charmant gentleman, décide de se caser avec la belle Kavya. Mais celle-ci aimerait que son gentleman mette un peu plus de piment et d’action dans sa vie. Un jour, à la suite d'une erreur sur sa personne, la paisible existence de Gaurav prend un tournant inattendu entre action, cascade, romance et baston.

## Distribution
- Sidharth Malhotra : Rishi Purohit / Gaurav Kapoor
- Jacqueline Fernandez : Kavya Rishi Purohit
- Suniel Shetty : colonel Vijay Kumar Saxena
- Darshan Kumaar : Yakub Sabri
- Hussain Dalal : Arth Dixit, ami et collègue de Rishi
- Rajit Kapur : le père de Kavya
- Supriya Pilgaonkar : la mère de Kavya
- Amit Mistry : Jignesh Patel
- Sijoy Varghese : Ramachandra Rao
- Shaheed Woods : Koko
- Zachary Coffin : PDG Jim
- Hemant Koumar : Robbie